# Nuno Frechaut
Nuno Miguel Frechaut Barreto (wym. /ˈnunu fɾɛˈʃo/; ur. 24 września 1977 w Setúbal) – portugalski piłkarz grający na pozycji prawego obrońcy lub pomocnika.

## Kariera klubowa
Frechaut pochodzi z Setúbalu i tam też, w klubie Vitória FC, rozpoczynał piłkarską karierę. W barwach Vitórii w 1996 roku zadebiutował w portugalskiej ekstraklasie. Już od następnego sezonu, czyli 1997/1998 stał się zawodnikiem pierwszej jedenastki, a w 1999 roku zajął z Vitórią 5. miejsce, czyli najwyższe od 10 lat. W 2000 roku klub jednak spadł z ligi kończąc sezon na 16. miejscu.
Frechaut przeniósł się wówczas do Boavista FC. Szybko wywalczył miejsce w składzie i swoją równą grą miał duży udział w zdobyciu pierwszego w historii mistrzostwa Portugalii przez „Pantery” (21 meczów, 2 gole w mistrzowskim sezonie). W sezonie 2001/2002 wystąpił z Boavistą w Lidze Mistrzów. Klub pomyślnie przeszedł pierwszą fazę grupową zajmując wyższe miejsce od faworyzowanej Borussii Dortmund oraz Dynama Kijów. W tym samym sezonie wywalczył też wicemistrzostwo Portugalii, a w 2003 roku doszedł z Boavistą aż do półfinału Pucharu UEFA, z którego klub z Porto odpadł po przegranym dwumeczu z Celtikiem. W Boaviscie Nuno grał do końca roku 2004 i rozegrał dla tego klubu 84 ligowe mecze i strzelił 6 goli.
Zimą 2005 Frechaut przeszedł do Dynama Moskwa za 700 tysięcy euro. W tym czasie moskiewski klub masowo stawiał na graczy pochodzących z Portugalii i Nuno spotkał w nim swoich rodaków: Jorge Ribeiro, Maniche'a, Costinhę oraz Luisa Loureiro. Dynamo spisało się jednak grubo poniżej oczekiwań, a i Frechaut grał słabiej rozgrywając zaledwie 15 meczów w Premier Lidze. Strzelił w nich jednego gola – w debiucie, który miał miejsce 12 marca, a Dynamo przegrało na wyjeździe z Zenitem Petersburg aż 1:4.
W styczniu 2006 Frechaut wrócił do Portugalii i na zasadzie wolnego transferu trafił do SC Braga, z którym na koniec sezonu zajął 4. miejsce w lidze. W sezonie 2006/2007 wystąpił z klubem z Bragi w rozgrywkach Pucharu UEFA dochodząc z nim do 1/8 finału (dwie porażki po 2:3 z Tottenhamem). W 2009 roku został piłkarzem francuskiego FC Metz.
| Sezon   | Klub          | Kraj       | Rozgrywki     | Mecze | Bramki |
| ------- | ------------- | ---------- | ------------- | ----- | ------ |
| 1996/97 | Vitória FC    | Portugalia | Primeira Liga | 8     | 0      |
| 1997/98 | Vitória FC    | Portugalia | Primeira Liga | 23    | 0      |
| 1998/99 | Vitória FC    | Portugalia | Primeira Liga | 27    | 1      |
| 1999/00 | Vitória FC    | Portugalia | Primeira Liga | 17    | 1      |
| 2000/01 | Boavista FC   | Portugalia | Primeira Liga | 21    | 2      |
| 2001/02 | Boavista FC   | Portugalia | Primeira Liga | 25    | 3      |
| 2002/03 | Boavista FC   | Portugalia | Primeira Liga | 9     | 0      |
| 2003/04 | Boavista FC   | Portugalia | Primeira Liga | 17    | 1      |
| 2004/05 | Boavista FC   | Portugalia | Primeira Liga | 12    | 0      |
| 2005    | Dinamo Moskwa | Rosja      | Priemjer-Liga | 15    | 1      |
| 2005/06 | SC Braga      | Portugalia | Primeira Liga | 25    | 1      |
| 2006/07 | SC Braga      | Portugalia | Primeira Liga | 24    | 1      |
| 2007/08 | SC Braga      | Portugalia | Primeira Liga | 22    | 2      |
| 2008/09 | SC Braga      | Portugalia | Primeira Liga | 21    | 0      |
| 2009/10 | FC Metz       | Francja    | Ligue 2       | 23    | 0      |
| 2010/11 | FC Metz       | Francja    | Ligue 2       |       |        |

## Kariera reprezentacyjna
W reprezentacji Portugalii Frechaut zadebiutował 2 czerwca 2001 w zremisowanym 1:1 meczu z Irlandią rozegranym w ramach eliminacji do MŚ 2002. Portugalia następnie awansowała na ten turniej, a selekcjoner António Oliveira powołał Nuno do kadry. W Korei Południowej Frechaut zagrał tylko w jednym meczu grupowym, wygranym 4:0 z Polską, ale Portugalczycy nie wyszli wówczas z grupy. Frechaut występował także w eliminacjach do MŚ 2006, ale ostatecznie nie załapał się do kadry na ten mundial.
W 2004 roku Frechaut wystąpił na Igrzyskach Olimpijskich w Atenach, na które został powołany jako jeden z trzech starszych zawodników. Zagrał we wszystkich 3 meczach grupowych, ale Portugalia zajęła ostatnie miejsce w swojej grupie.